# Kristianstadi repülőtér
A Kristianstadi repülőtér (IATA: KID, ICAO: ESMK) Svédország egyik nemzetközi repülőtere, amely Kristianstad község közelében található. Éves utasforgalma 15 116 fő (2022).

## Futópályák
A repülőtér futópályái:
- 01/19 (2215 m, 45 m, aszfalt)

## Forgalom
Az utasforgalom az elmúlt években az alábbi módon változott:
| Utasok száma | 85 311 | 65 940 | 41 205 | 39 347 | 32 686 | 39 407 | 24 700 | 28 863 | 6442 | 15 116 |
|              | 2005   | 2007   | 2009   | 2011   | 2013   | 2014   | 2016   | 2018   | 2020 | 2022   |